# Luigi Angrisani
Luigi Angrisani (Bracigliano, 3 gennaio 1905 – Bracigliano, 14 ottobre 1978) è stato un politico e medico italiano.

## Biografia
Esponente campano del Partito Socialista Democratico Italiano. Viene eletto senatore per due legislature e deputato per tre, restando complessivamente in carica come parlamentare dal 1953 al 1976.
Ha ricoperto il ruolo di Sottosegretario di Stato in dieci distinti Governi fra gli anni Sessanta e Settanta.
È stato anche sindaco del comune di Bracigliano, il quale dopo la morte gli ha intitolato una piazza e una statua nel centro del paese.